# Castillo de Sardineros
El castillo de Sardineros es una fortaleza situada cerca del caserío de Los Sardineros, en el municipio de Requena, provincia de Valencia. Es un bien de interés cultural con código 46.17.213-008.
El castillo ocupa un frente rocoso al oeste del caserío.